# Гюнтер XXVII (Шварцбург)
Гюнтер XXVII фон Шварцбург (на немски: Günther XXVII von Schwarzburg; † 1397) е граф на Шварцбург.

## Произход
Той е петият син на граф Хайнрих IX фон Шварцбург († 1358/1360) и първата му съпруга Хелена фон Шаумбург-Холщайн-Пинеберг († 1341), дъщеря на граф Адолф VI фон Шаумбург и Холщайн-Пинеберг († 1315) и принцеса Хелена фон Саксония-Лауенбург († 1337).

## Фамилия
Гюнтер XXVII фон Шварцбург се жени на 28 август 1390 г. за Анна фон Фалкенщайн (* пр. 1401; † сл. 1420), вдовица на граф Готфрид фон Ринек († 10 февруари 1389), дъщеря на Филип VI фон Фалкенщайн и Анна фон Катценелнбоген. Те имат една дъщеря:
- Анна фон Шварцбург († ок. 1421), омъжена на 24 юни 1391 г. за граф Ернст VIII фон Глайхен († 15 юни 1426, Аусиг)